# Welch's

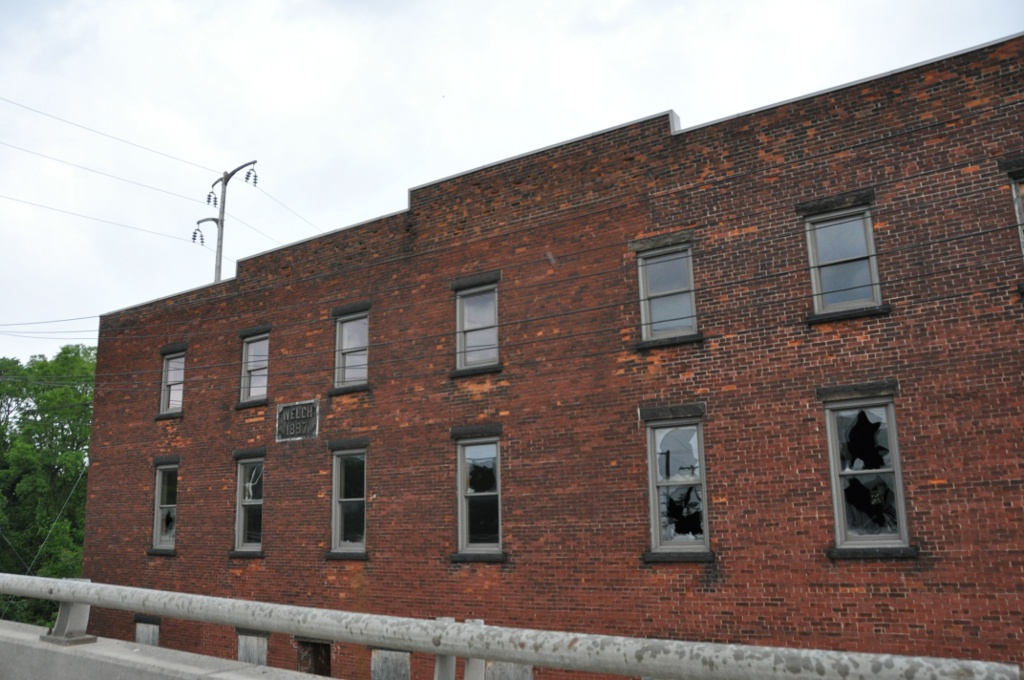
Le Bâtiment de l'usine Welch n ° 1, à Westfield (New York), usine historique de jus de raisin, plus ancienne structure existante associée à la société Welch's.

Welch's est une société agroalimentaire américaine spécialisée dans les produits à base de fruits et plus particulièrement de raisins, dont les jus de fruits, confitures et confiseries. La société, fondée en 1869 par Thomas Bramwell Welch (en), appartient à la National Grape Cooperative Association, une coopérative de producteurs de raisins, et est basée à Concord, dans le Massachusetts.